# ترپینیا
ترپینیا (به لاتین: Trpinja) یک شهرداری در کرواسی است که در شهرستان ووکوار اسریجم واقع شده‌است.

## خصوصیات
ترپینیا ۱۲۳٫۸۷ کیلومترمربع مساحت و ۵٬۵۷۲ نفر جمعیت دارد و ۸۶ متر بالاتر از سطح دریا واقع شده‌است.